# Бутурлин, Дмитрий Андреевич
Дмитрий Андреевич Бутурлин (неизвестно, неизвестно — 27 ноября 1575, неизвестно) — окольничий и воевода в правление царя Ивана Грозного, один из шести сыновей окольничего и воеводы Андрея Бутурлина. Брат боярина и воеводы Ивана Бутурлина.

## Биография
В 1558—1560 годах служил одним из воевод в Казани.
В 1568 году был пожалован в окольничие и, будучи в опричнине, проживал вместе с царём Иваном Грозным в Александровской слободе. В 1570 году во время нашествия крымских татар сопровождал царя в его походе на Серпухов. 22 сентября был оставлен царём воеводой на Сенькине-Мыту.
Весной 1571 года вновь сопровождал Ивана Грозного в походе против крымчан, а в октябре того же года упоминается в чине свадьбы царя с Марфой Собакиной.
Весной 1572 года сопровождал Ивана Грозного в его разорительном походе на Новгород, в 1573 году ходил с царём в поход на Ливонию, участвовал во взятии шведского замка Пайде, где был оставлен воеводой. В 1574 году находился на воеводстве в Муроме, откуда был послан на Казань для усмирения второго черемисского восстания (1571—1574). В 1575 году — второй воевода в Ям-городе.
Погребён в Троице-Сергиевой лавре, о чём свидетельствовала надгробная надпись: «Дмитрий Андреевич Бутурлин представился 7084 (1575) год ноября в 27 день». За месяц до этого в лавре был казнён его брат Иван.
Дети: Леонтий (ум. 1577), Иван, Роман (ум. 1581), Богдан.